# 聚粮屯镇
聚粮屯满族乡，是中华人民共和国辽宁省锦州市义县下辖的一个乡镇级行政单位。

## 行政区划
聚粮屯满族乡下辖以下地区：
聚粮屯村、徐三家村、大平房村、李家台村、东石堡子村、八家子村、四家子村、海粮屯村、孟家屯村、羊圈子村、曹屯村、太平屯村、贺家屯村和杜家屯村。